# Юзефіна (Каліський повіт)
Юзефіна (пол. Józefina) — село в Польщі, у гміні Козьмінек Каліського повіту Великопольського воєводства.
Населення — 263 особи (2011).
У 1975-1998 роках село належало до Каліського воєводства.

## Демографія
Демографічна структура станом на 31 березня 2011 року:
|          | Загалом | Допрацездатний вік | Працездатний вік | Постпрацездатний вік |
| -------- | ------- | ------------------ | ---------------- | -------------------- |
| Чоловіки | 132     | 29                 | 93               | 10                   |
| Жінки    | 131     | 29                 | 81               | 21                   |
| Разом    | 263     | 58                 | 174              | 31                   |